# Puerta de Arroux
La Puerta de Arroux o Puerta de Sens es una de las puertas de entrada a Augustodunum (Autun), en el departamento francés de Saona y Loira.
Construida durante el reinado de Augusto, al igual que el resto de las murallas de la ciudad, la puerta conduce hacia el norte, en dirección a Auxerre. Puerta defensiva, su configuración también permitía recaudar derechos sobre las mercancías que pasaban por ella gracias a la construcción de una esclusa. También se concibió como una estructura monumental para reflejar el prestigio de la ciudad.
Se han conservado parte de la planta baja y de los pisos superiores, y estos restos fueron declarados monumentos históricos en 1836.

## Contexto geográfico
En la época de Augusto, la antigua ciudad de Augustodunum estaba rodeada por una muralla de 6 km de largo construida a media altura de la colina sobre la que se levantaba la ciudad. La muralla estaba atravesada por cuatro puertas principales, situadas aproximadamente en los cuatro puntos cardinales: la Puerta de Arroux al norte, la Puerta de Saint-André al este, la Puerta de Roma al sur y la Puerta de Saint-Andoche al oeste.
La Puerta de Arroux y la Puerta Saint-André están bastante bien conservadas, mientras que la Puerta Saint-Andoche permanece en ruinas, pero la Puerta de Roma ha desaparecido por completo.
La vía Agripa atraviesa la ciudad de sur a norte, donde forma el cardo maximus. Procedente de Cabillonum (Chalon-sur-Saône) y entrando en la ciudad por la Puerta de Roma, sale por la Puerta de Arroux para dirigirse hacia Autessiodurum (Auxerre). Justo después de cruzar la de Arroux, un ramal hacia el oeste conduce a Avaricum (Bourges).

## Descripción y funciones

### Arquitectura compleja

Planta de la Puerta de Arroux (planta baja).

La Puerta de dArroux, también conocida como Puerta de Sens, está formada por cuatro pasos arqueados; los dos más anchos del centro están reservados a los vehículos, mientras que los dos más estrechos de los lados son para los peatones. Los pasos centrales se cierran mediante una grada cuyas ranuras guía, talladas en la piedra, aún son visibles. Los pasajes laterales están cerrados por puertas de madera. En el primer piso, una galería de diez arcadas, originalmente cubierta, da continuidad al recorrido mural, pero también alberga el mecanismo del rastrillo. La anchura de esta sección es de 18,55 m, con una altura de 16 m.
A ambos lados de la puerta, dos torres monumentales, de unos 10 m  de ancho cada una, servían de atalayas. Están construidas en forma absidial hacia el exterior de la ciudad, con una fachada plana hacia el interior, similar a la de la Puerta Saint-André.
A principios de los años 2010, se demostró la existencia de otro edificio, en el lado de la ciudad, contrariamente a las propuestas de Paul-Marie Duval en 1954. Estaba unido al resto de la estructura por dos muros que bordeaban la carretera, pero desapareció muy pronto. Así pues, el edificio tiene el aspecto de una doble puerta con patio interior, que funciona como una especie de vestíbulo comparable a la que existe en la Puerta de Augusto de Nimes, por ejemplo.
En la construcción de la puerta se utilizaron tres tipos de roca. El zócalo de las jambas de los vanos es de arenisca feldespática, que se encuentra a unos diez kilómetros al este de Autun; los paramentos son de caliza oolítica, cuyos yacimientos se encuentran a más de 30 kilómetros al este; la mampostería, como la mayor parte del muro cortina a ambos lados de la puerta, utiliza granito y gneis de cantera local.

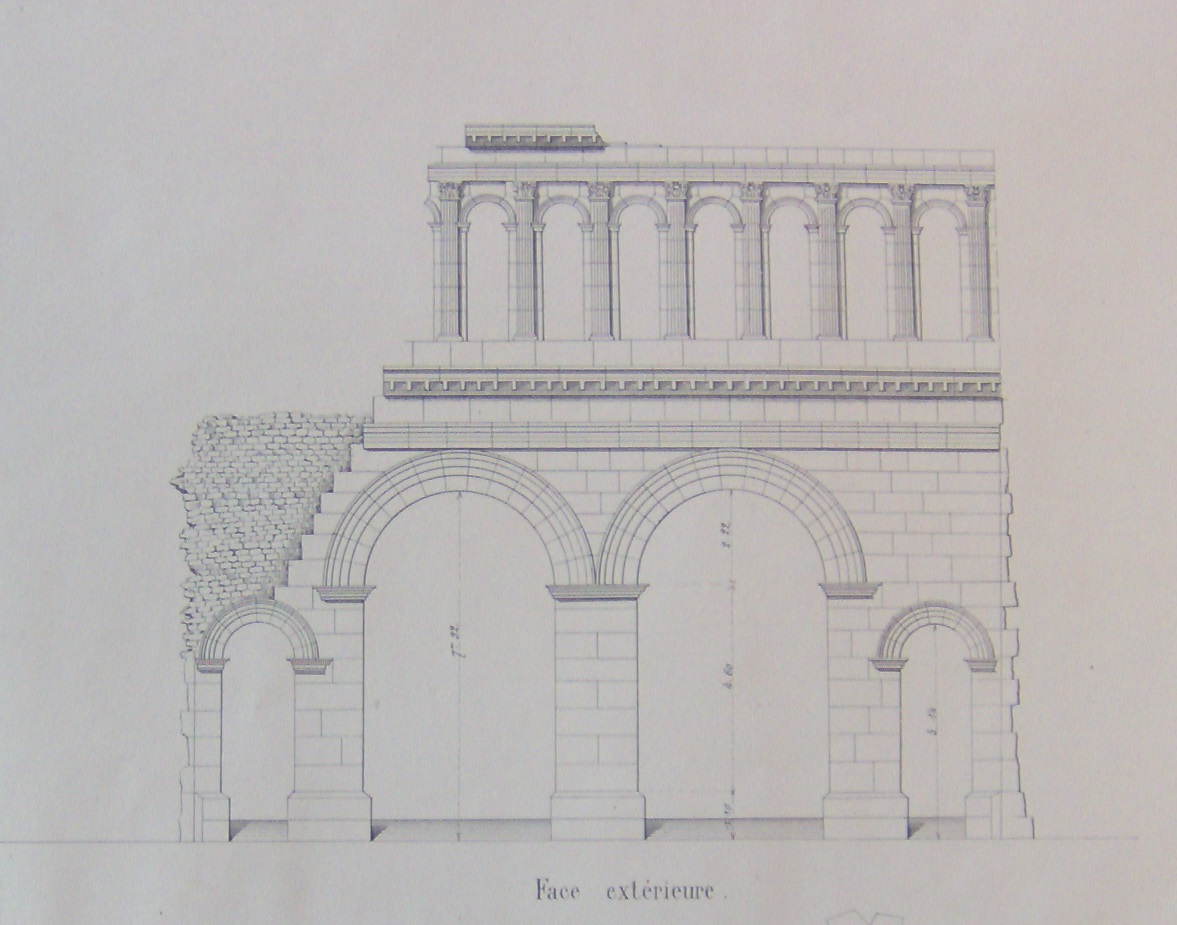
La porte d'Arroux; alzado de Jean Roidot-Déléage (siglo XIX).
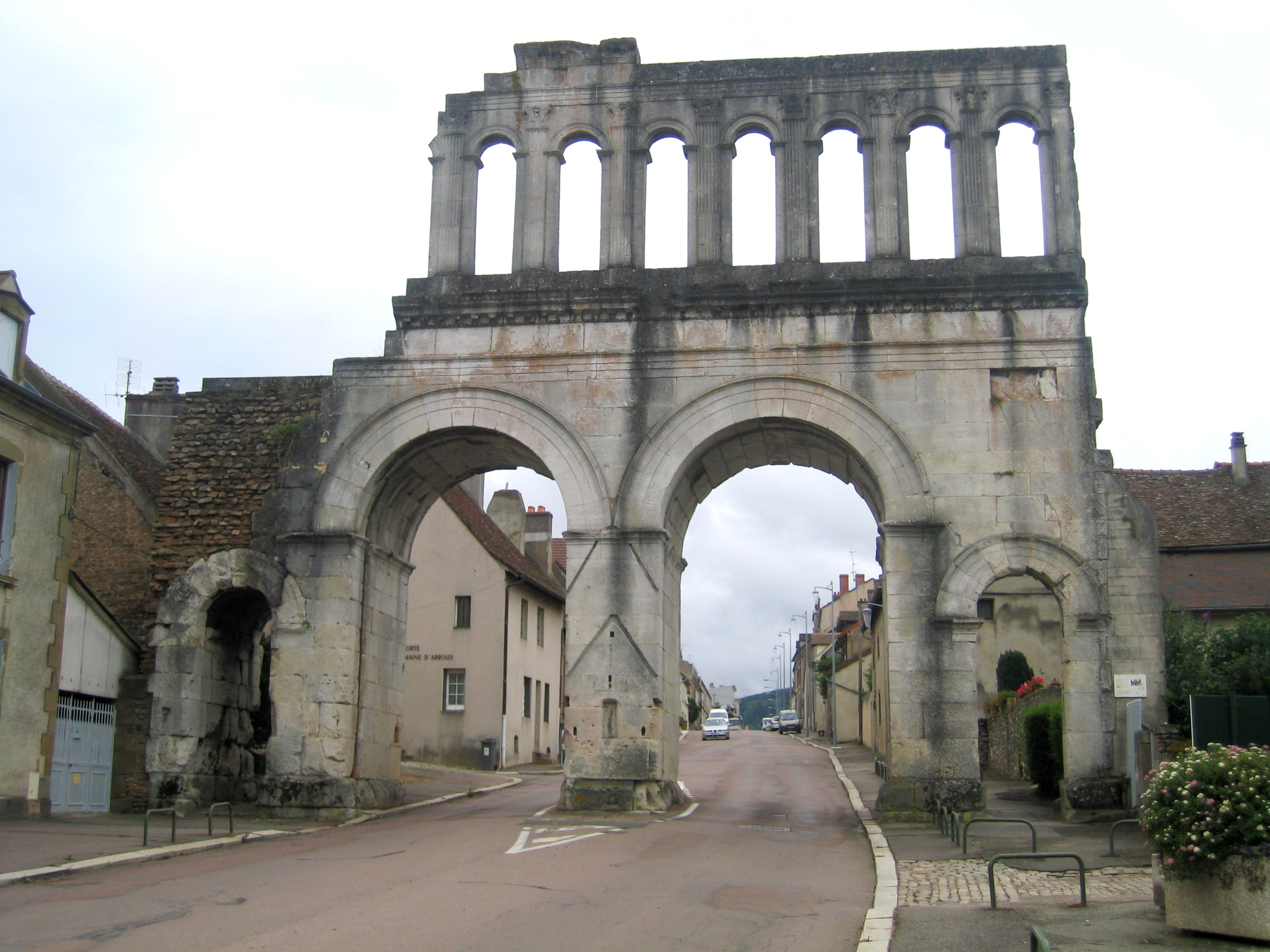
Puerta de Arroux vista desde fuera de la ciudad
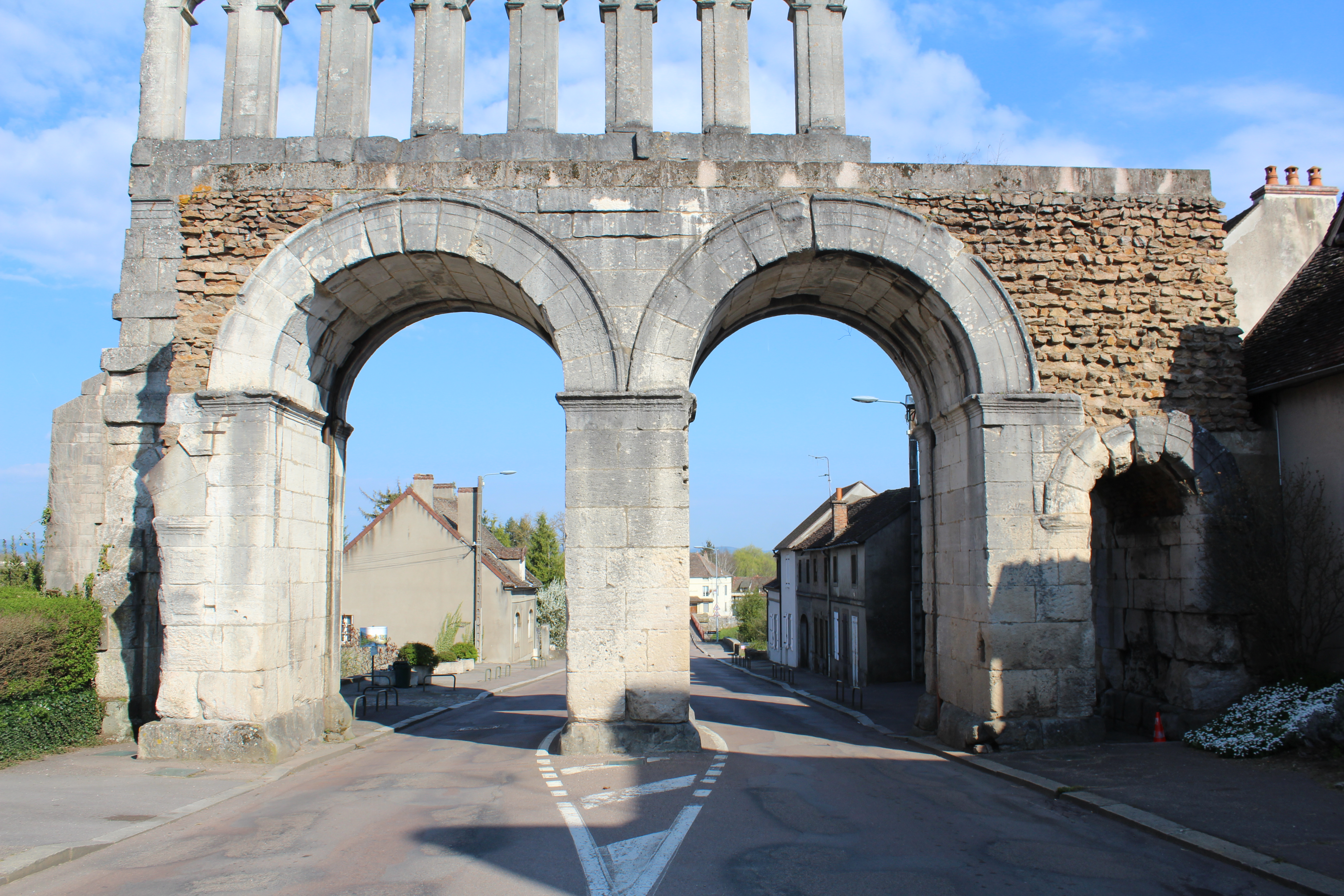
Puerta de Arroux vista desde fuera de la ciudad.
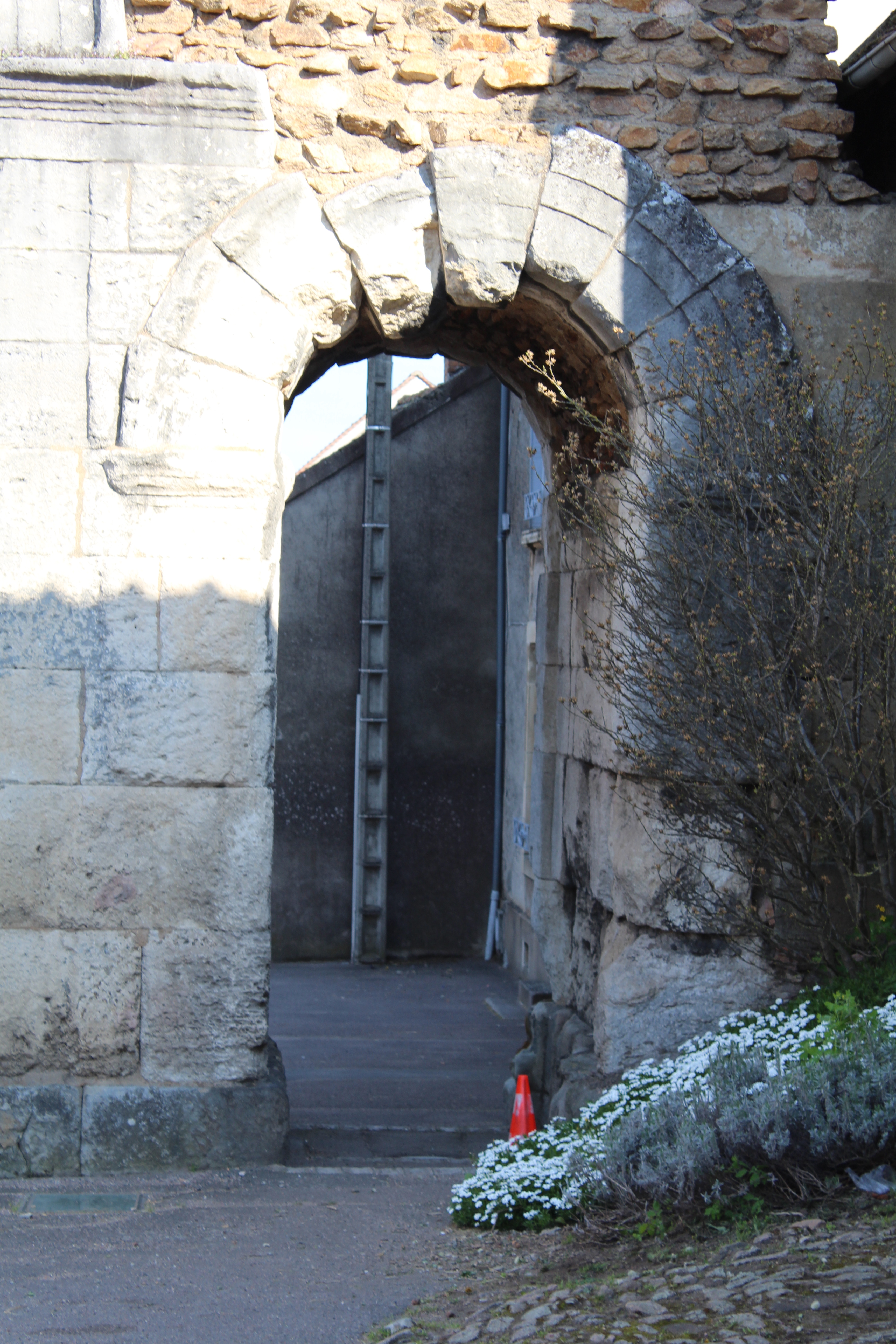
Detalle de un paso de peatones.
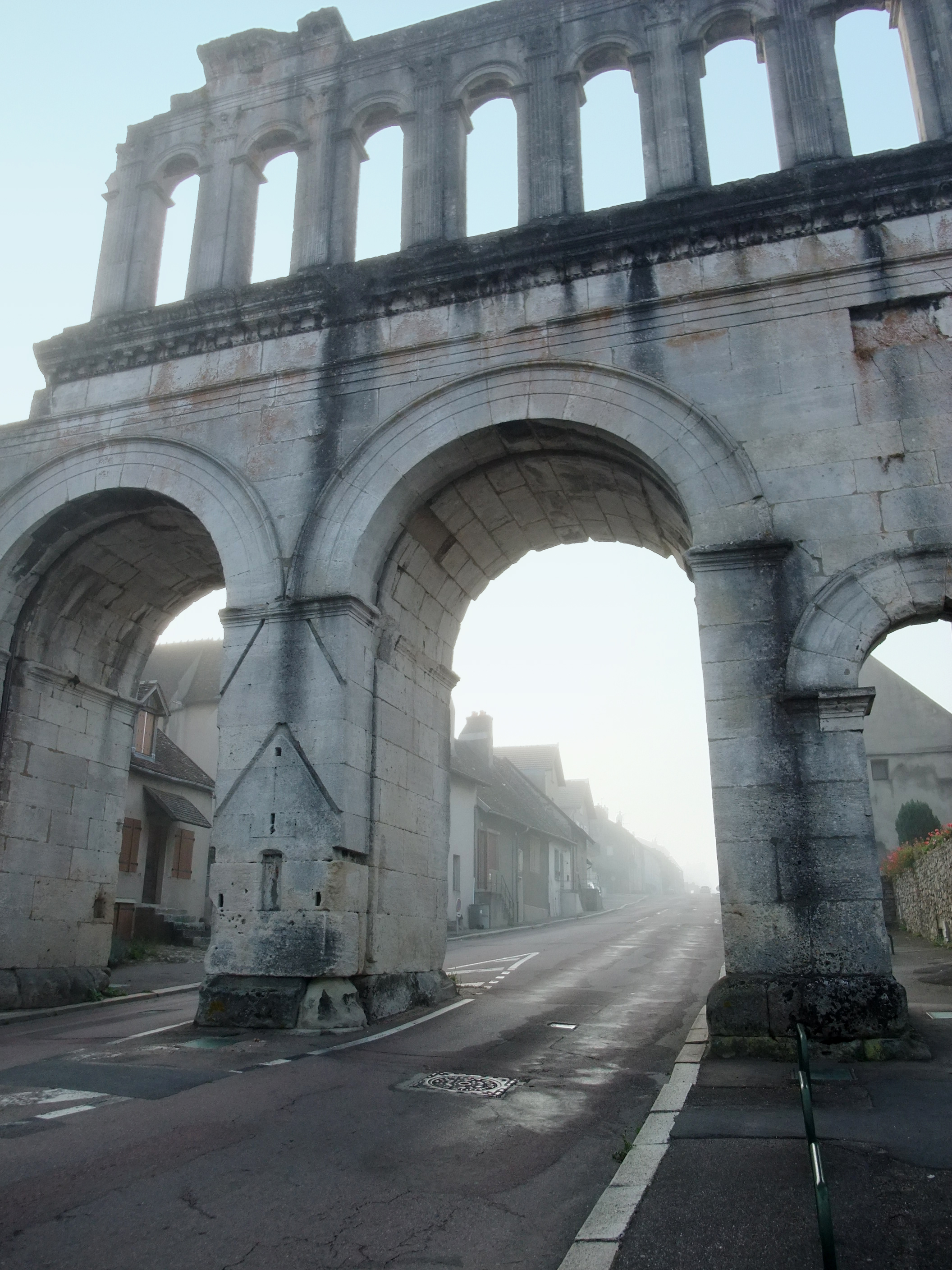
Detalle de las calzadas.
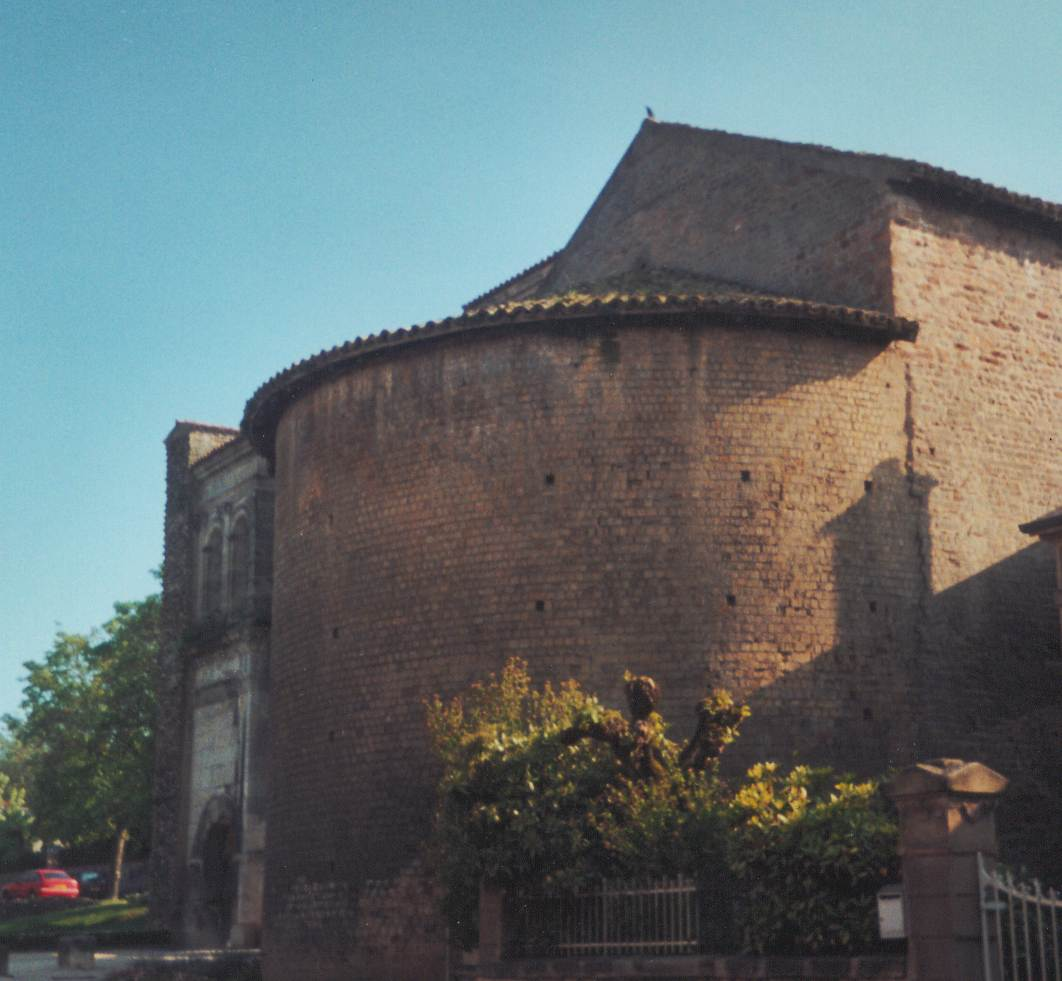
Torre absidial de la Puerta de Saint-André.

### Un conjunto funcional y estético

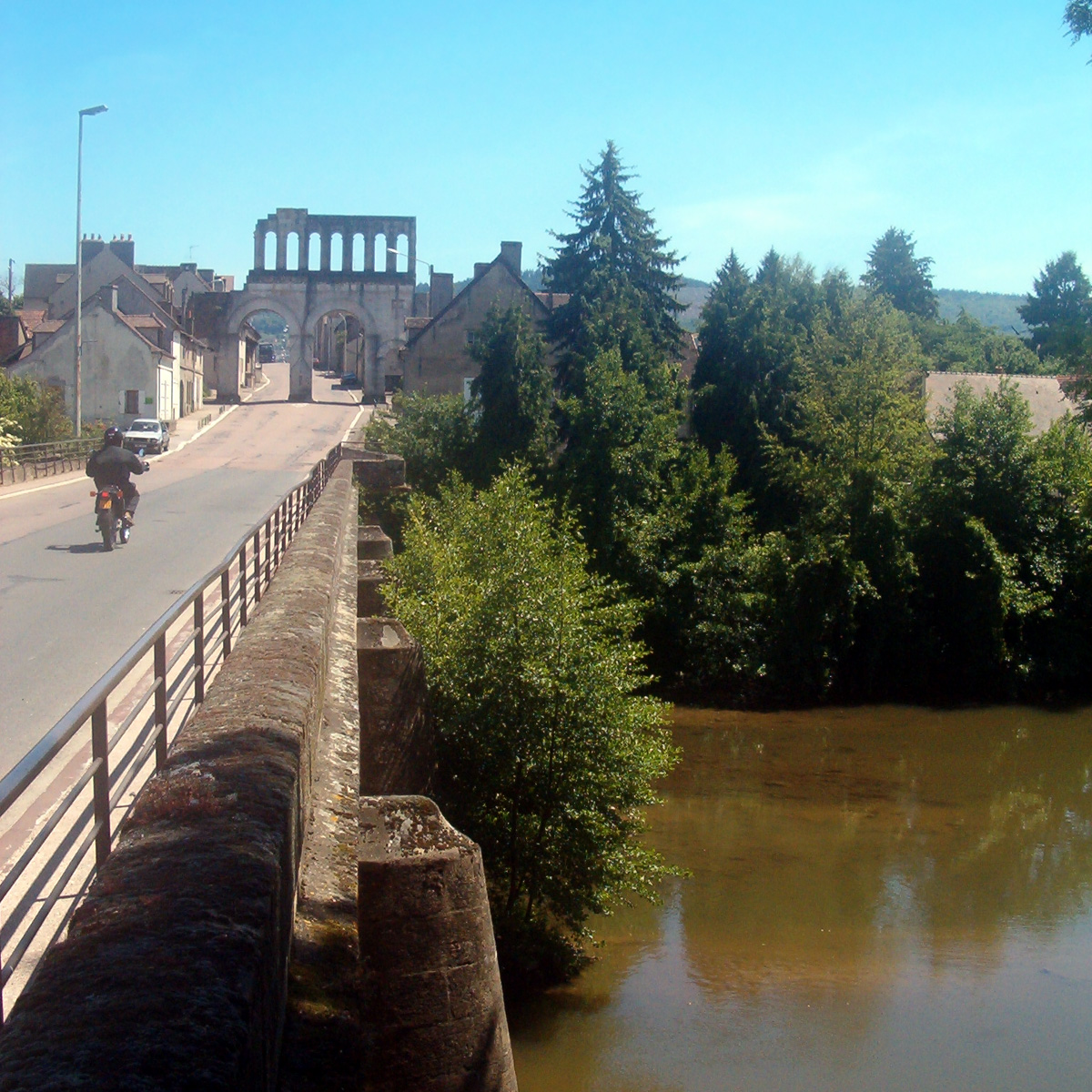
El Arroux y la Puerta de Arroux al fondo.

A la luz de los estudios más recientes, ahora comprendemos mejor el funcionamiento de la Puerta de Arroux, gracias sobre todo al descubrimiento del patio central y de la esclusa que formaba. Su función defensiva es indiscutible, ya que servía para filtrar la entrada en la ciudad, como lo demuestran los dispositivos utilizados para cerrar las puertas, las torres macizas que la flanquean y la galería situada sobre ella. También tenía, sin duda, una función comercial, ya que se cobraban impuestos sobre las mercancías que pasaban por ella.
Sin embargo, el aspecto estético y monumental del edificio también se aprecia en su colocación, a mitad de la vía Agripa para el viajero que acababa de cruzar el Arroux y entrara en Augustodunum, pero también en su estilo arquitectónico y en el material del que está hecho, de color claro cuando es «nuevo». «Augustodunum es una ciudad poderosa y rica, y hay que mostrarla».

## Datación y vestigios
La construcción de la Puerta de Arroux es, con toda seguridad, contemporánea de la de todo el recinto de Augustodunum, por lo que data de la época de  Augusto. Las opiniones difieren, sin embargo, en cuanto al periodo preciso: el principio o el final del reinado de Augusto, antes o después del cambio de era.
Probablemente en la Edad Media, la Puerta de Arroux se convirtió en la capilla de Notre-Dame d'Arroux. Las torres que flanqueaban la puerta han desaparecido, así como el edificio interior que delimitaba el patio central y gran parte de la galería del piso superior. Solo se conservan los cuatro pasajes de la planta baja y parte de las arcadas del primer piso. Sin embargo, un plano realizado por Jean Roidot-Déléage en el siglo XIX muestra parte de una de las torres.
La Puerta de Arroux fue declarada monumento histórico en 1846.